# Jeden z Was
Jeden z Was – trzeci solowy album warszawskiego rapera Chady. Został wydany 22 czerwca 2012 roku nakładem wytwórni płytowej Step Records. Na płycie gościnnie wystąpili: Jopel, Jarecki, Sokół, Kay, South Blunt System, Pezet, Hukos, Sitek, B.R.O., Bonson, Pih, HST, Słoń, Sheller, WSRH, Kajman, Hades, Z.B.U.K.U oraz Sobota.
Album był promowany 8 utworami: „Gdzie ta ekipa?”, „Jeden z Was”, „Na cenzurowanym”,„Tego nie da się naprawić”, „To koniec”, „Kartki i myśli”, „Moje życie” i „Dranie tak mają”. Do trzech ostatnich wymienionych tytułów powstały teledyski. W dniu wydania albumu ukazał się teledysk do piosenki „Start”
W limitowanej edycji dwupłytowej znalazł się maksisingel pt. „Już Ci mówię”, na którym znalazły się remiksy utworów: „Już Ci mówię”, „Niesiemy prawdę 2” i „Jest nas dwóch”, które wykonali producenci: Donatan, Chmurok, a także Fleczer.
Nagrania zadebiutowały na 1. miejscu zestawienia OLiS i uzyskały certyfikat złotej płyty.

## Lista utworów
Opracowano na podstawie źródła:
1. „Start” (prod. L-Pro; scratche: DJ Element)
2. „Jestem tu” (prod. Donatan)
3. „Gdzie ta ekipa?” (prod. Siwski i Tykshta (NNFOF); scratche: DJ Jarzomb)
4. „Moje życie” gościnnie: Jopel (prod. Buszu)
5. „Nie jestem wzorem świętości” (prod. uRban)
6. „Szukam wyjścia” gościnnie: Jarecki (prod. DJ Creon)
7. „Jeden z Was” gościnnie: Sokół, Kay (prod. Chmurok)
8. „Syf tych ulic” gościnnie: South Blunt System (prod. Donatan)
9. „Jest nas dwóch” gościnnie: Pezet (prod. uRban)
10. „Dranie tak mają” gościnnie: Hukos, Sitek, B.R.O (prod. Buszu)
11. „Niesiemy prawdę 2” gościnnie: Bonson, Pih, HST, WSRH, South Blunt System (prod. uRban)
12. „Już Ci mówię” gościnnie: South Blunt System (prod. L-Pro; scratche: DJ Gondek)
13. „Na cenzurowanym” gościnnie: Pih, Kajman (prod. uRban)
14. „Kartki i myśli” (prod. PcN)
15. „Tego nie da się naprawić” gościnnie: Hades, Z.B.U.K.U (prod. Emdeka)
16. „To koniec” gościnnie: Sobota (prod. Donatan; scratche: DJ Element)